# Ошторинан
Ошторина́н или Ошторниа́н (перс. اشترينان‎) — небольшой город на западе Ирана, в провинции Лурестан. Входит в состав шахрестана  Боруджерд. На 2006 год население составляло 5 264 человека.
Город, возникший как караван-сарай на пути из Исфахана в Багдад, в наши дни является местным центром производства сельскохозяйственной продукции.

## География
Город находится в центральной части Загроса, в живописной горной местности, на высоте 1 798 метров над уровнем моря.
Ошторинан расположен на расстоянии приблизительно 60 километров к северо-востоку от Хорремабада, административного центра провинции и на расстоянии 300 километров к юго-западу от Тегерана, столицы страны.